# 51828 Ilanramon
51828 Ilanramon eller 2001 OU39 är en asteroid i huvudbältet som upptäcktes den 20 juli 2001 av NEAT vid Palomar-observatoriet. Den är uppkallad efter israels första astronauten Ilan Ramon som omkom i olyckan med rymdfärjan Columbia den 1 februari 2003.
Asteroiden har en diameter på ungefär 5 kilometer och den tillhör asteroidgruppen Gefion.